# Heliconius similis
Heliconius similis är en fjärilsart som beskrevs av Heinrich Neustetter 1931. Heliconius similis ingår i släktet Heliconius och familjen praktfjärilar. Inga underarter finns listade i Catalogue of Life.